# Storstrecksfältet

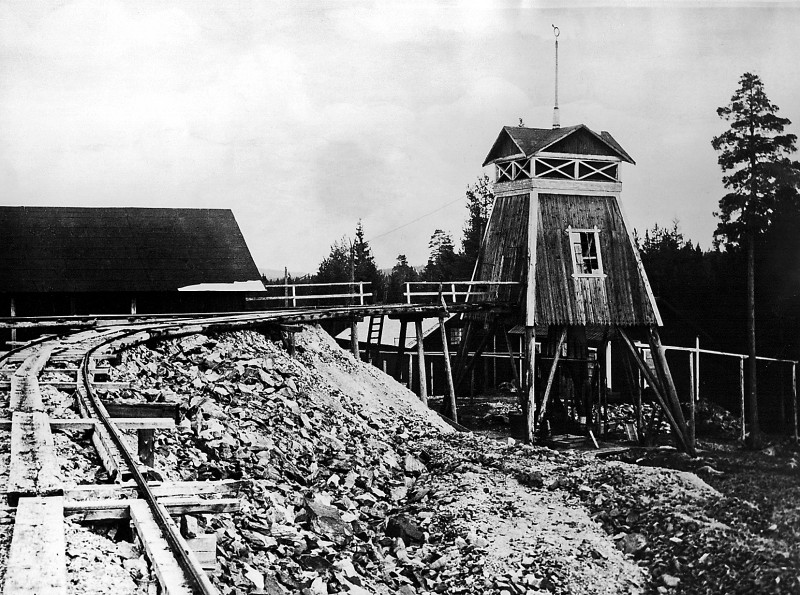
Storstrecksgruvan 1939

Storstrecksfältet är ett malmfält i Hofors kommun i Gästrikland, med flera numera nedlagda järngruvor och kalkbrott. Fältet, vilket är en del av Hofors-Torsåkers malmtrakt och malmen utgörs av magnetit. Storstrecksfältet innefattade Afzegruvan, Edskegruvan, Forsbackagruvan, Isaksgruvan, Sjöströmsgruvan, Storstreckgruvan och Sänkmossegruvan, där Afzegruvan (Afzemalmen), Edskegruvan (Edskemalmen) och – framförallt – Storstrecksgruvan (Margaretagruvan) var de huvudsakliga, och även förbundna med varandra. Numera ägs fältet av Wiking Mineral.

## Storstrecksgruvan, Edskemalmen och Afzemalmen
Storstrecksgruvan, Edskemalmen och Afzemalmen ägdes av SKF för att förse Hofors bruk med järnmalm. Brytningen av malm däri började på 1850-talet i liten skala, och upphörde 1962. Under slutet av brytningen togs samtlig malm från de tre gruvorna upp genom Storstrecksgruvans schakt.
De tre gruvorna beräknas ha en sammanlagd utbruten volym på 204 000 m³.

## Isaksgruvan
Under arbetet med att driva en ort på 100-metersnivån under Isaksgruvan (Isaksmalmen) i början av 1960-talet återfanns en fyndighet av bly, zink och silver, vilken undersöktes men inte kom till brytning. 1980 beslöt dock AB Statsgruvor, som då ägde fältet, att genomföra provbrytning för att sedan anrika malmen i Stollberg. Då såväl malm som verksamhet i Stollberg lades ner i början av 1980-talet kunde planerna aldrig genomföras.